# Ephrata (Washington)
Pour les articles homonymes, voir Ephrata.
La ville d’Ephrata (en anglais [iːˈfreɪtə]) est le siège du comté de Grant dans l’État de Washington. Sa population s’élevait à 7 664 habitants lors du recensement de 2010.

## Géographie
Ephrata est située au centre de l'État de Washington, au nord de l'Interstate 90, à environ 200 km à l'est de Seattle.

## Histoire
La ville a été incorporée en 1909 et doit son nom à un homme qui travaillait pour la compagnie ferroviaire Great Northern Railroad. Le nom Ephrata est dérivé d'une description biblique d'un verger au milieu du désert. C'est aussi l'ancien nom de la ville de Bethléem.
Ephrata a aussi fait la une des journaux en 2003 après le meurtre de Craig Sorger (13 ans) par Evan Savoie (12 ans) et Jake Eakin (12 ans) 

## Source
- (en) Cet article est partiellement ou en totalité issu de l’article de Wikipédia en anglais intitulé « Ephrata, Washington » (voir la liste des auteurs).

1. ↑  (en) « Boys Next Door », sur Wikiwix (consulté le 8 juin 2023).